# Júnior Matuto
Gilberto Gonçalves Feitosa Júnior (Recife, 14 de abril de 1979), é um administrador e político brasileiro. É deputado estadual de Pernambuco pelo PRD. 

## Biografia
Júnior Matuto foi vereador em 2008 e já exerceu o cargo de prefeito da cidade de Paulista em Pernambuco por dois mandatos consecutivos 2013 a 2016 / 2017 a 2020.
Ocupa pela primeira vez uma cadeira na câmara estadual. Assumiu a vaga deixada pelo ex-deputado José Patriota, que morreu no dia 17 de setembro de 2024, vítima de câncer de fígado.
Em 27 de outubro de 2024, foi derrotado no segundo turno pelo seu oponente Severino Ramos do PSDB que conquistou a maior vitória da história das eleições para a prefeitura de Paulista. Os 120.228 votos (73,36%) conquistados pelo tucano superaram o número de Yves Ribeiro, que, em 2020, conquistou 83.858 votos (57,52%) no segundo turno, contra Francisco Padilha.